# ژلیتس‌سنت‌پال
ژِلیتس‌سِنت‌پال (به مجاری:  Zselicszentpál) یک منطقهٔ مسکونی در مجارستان است که در ناحیه کاپوشوار واقع شده‌است. ژلیتس‌سنت‌پال ۱۰٫۳۵ کیلومتر مربع مساحت و ۳۹۸ نفر جمعیت دارد.